# 여준형
여준형(1983년 9월 25일 ~ )은 대한민국의 전 쇼트트랙 스피드 스케이팅 선수이다. 세계 챔피언, 동계 아시안 게임 챔피언, 유니버시아드 챔피언이다.
여씨의 유일한 월드컵 개인 시상대는 2002∼03년 춘천시 월드컵 무대 1000m에서 2위를 차지한 것이다. 또한 다음 두 시즌 동안 릴레이 대회에서 2위와 3위를 각각 차지했다(시즌별로 시상대 1개). 그는 세계 선수권 대회에 단 한 번 참가했는데, 2002년 남자 계주에서 금메달을 땄다.
여 감독은 2012년 미국 대표팀 임시 코치로 선임됐다. 2014년에는 한국에서 코치로 활동했다.